# Barnsdall
Barnsdall är en ort i Osage County i Oklahoma. Vid 2020 års folkräkning hade Barnsdall 1 034 invånare.